# Elena Martín Gimeno
Elena Martín Gimeno (Barcelona, 1992) es una actriz y directora de cine española.

## Biografía
Elena Martín se graduó en Comunicación Audiovisual en 2016 en la Universidad Pompeu Fabra y se dio a conocer interpretando la protagonista de la película Las amigas de Ágata (2015), el nombre de la que algunos críticos han utilizado para bautizar toda una generación de nuevas cineastas catalanas: una Generación Ágata que factura películas autobiográficas, íntimas y delicadas. Martín ha trabajado siempre a caballo entre el cine y el teatro experimental, entre la interpretación y la dirección. Tres años después del estreno de la película que la dio a conocer, firmó su primer trabajo como directora, Júlia ist (2017), donde ella misma interpreta una joven que abandona Barcelona para vivir un programa Erasmus en Berlín. El film, que comenzó como un trabajo de fin de carrera en la Universidad Pompeu Fabra, acabó por seducir en diversos certámenes, como el Festival de Cine de Málaga, donde ganó la Biznaga de Plata a la mejor dirección, o el Festival internacional de Cine de Valencia Cinema Jove, donde Martín obtuvo el galardón «Un futuro de cine».
En 2019, coprotagonizó con Max Grosse el cortometraje Suc de síndria (Zumo de sandía) de Irene Moray, el cual explora la sexualidad después de haber vivido una experiencia dolorosa a la vez que es un retrato de la feminidad desde el contacto con la naturaleza y el placer por las pequeñas cosas. El cortometraje recibió el premio Goya al mejor cortometraje de ficción y el premio Gaudí al mejor cortometraje.

## Filmografía
| Año  | Título                 | Personaje             | Notas                                                                           |
| ---- | ---------------------- | --------------------- | ------------------------------------------------------------------------------- |
| 2015 | Les amigues de l'Àgata | Ágata                 |                                                                                 |
| 2017 | Júlia ist              | Júlia                 |                                                                                 |
| 2017 | La dona del segle      | Consuelo madre e hija | [ 9 ]                                                                           |
| 2018 | Con el viento          | Berta                 |                                                                                 |
| 2019 | Suc de síndria         | Bárbara               |                                                                                 |
| 2020 | A Stormy Night         | Bárbara               | [ 10 ]                                                                          |
| 2020 | Veneno                 | Charo                 | Serie de televisión; Episodio: «Acaríciame»                                     |
| 2023 | Creatura               |                       | Premio a mejor película europea en la Quincena de Realizadores de Cannes (2023) |

## Premios y reconocimientos
- Premio a mejor película europea en la Quincena de Realizadores de Cannes por la cinta Creatura (2023).[11]
- Premio Gaudí 2024 a la mejor dirección por Creatura.[12]
- Premio Gaudí 2024 a la mejor película por Creatura.